# Christoph Waltz
Christoph Waltz, född 4 oktober 1956 i Wien, är en österrikisk skådespelare och regissör som också har tyskt medborgarskap.

## Biografi
Han är mest känd för sitt samarbete med den amerikanska filmregissören Quentin Tarantino, och har fått enastående kritik när han spelade SS-Standartenführer Hans Landa i Inglourious Basterds (2009), och prisjägaren Dr. King Schultz i Django Unchained (2012). För båda rollerna prisades Waltz med Oscar, Golden Globe, och BAFTA Award för bästa manliga biroll. För rollen som Hans Landa vann han även priset för bästa manliga skådespelare vid filmfestivalen i Cannes.
2011 spelade Waltz skurken Chudnofsky i The Green Hornet, August i Water for Elephants, Alan Cowan i Roman Polanskis Carnage, och Cardinal Richelieu i The Three Musketeers.
I februari 2013 var Waltz värd för humorprogrammet Saturday Night Live och blev därmed den första tysktalande värden sedan programmet började sändas 1975.
Waltz spelade Walter Keane i Tim Burtons Big Eyes 2014, baserad på den verkliga händelsen om en konstnär som tog åt sig äran för berömda målningar som hans hustru egentligen målade. För denna roll nominerades han till en Golden Globe Award för bästa manliga huvudroll - musikal eller komedi. 2015 och 2020 spelade han skurken Ernst Stavro Blofeld i de 24:e och 25:e James Bond-filmerna Spectre och No Time to Die.
Waltz talar flytande engelska, franska och tyska (han hade även några repliker på italienska i Inglourious Basterds). Från sitt tidigare äktenskap har han tre barn, medan han har en dotter med sin nuvarande fru. Waltz är bosatt i London.
Christoph Waltz sa i en intervju 2021 att han stöder Corona-åtgärderna och är irriterad på stjärnor som klagar på skyddsåtgärderna.

## Filmografi i urval
- 1982 – Fire and Sword
- 1986 – Wahnfried
- 1995 – Katharina den stora (TV-film)
- 1998 – Love Scenes from Planet Earth
- 2000 – Death, Deceit and Destiny Aboard the Orient Express
- 2000 – Ordinary Decent Criminal
- 2003 – Der alte Affe Angst
- 2003 – Berlin Blues
- 2004 – Pact with the Devil
- 2006 – Lapislazuli – im Auge des Bären
- 2009 – Inglourious Basterds
- 2011 – The Green Hornet
- 2011 – Carnage
- 2011 – Water for Elephants
- 2011 – The Three Musketeers
- 2012 – Django Unchained
- 2013 – Epic - Skogens hemliga rike (röst)
- 2013 – The Zero Theorem
- 2014 – Muppets Most Wanted
- 2014 – Horrible Bosses 2
- 2014 – Big Eyes
- 2015 – Spectre
- 2016 – Legenden om Tarzan
- 2017 – Tulpanfeber
- 2017 – Downsizing
- 2019 – Alita: Battle Angel
- 2019 – Georgetown (även regi)
- 2020 – Rifkin's Festival
- 2020 – Most Dangerous Game (TV-serie)
- 2021 – The French Dispatch
- 2021 – No Time to Die
- 2025 – Frankenstein
- 2025 – Dracula: A Love Tale